# 威廉·拉特利夫
威廉·拉特利夫（英語：William Ratliff，1937年—2014年4月11日），美国著名学者。曾担任斯坦福大学胡佛研究所研究员、美洲所所长等职务。他致力于对中国、美国外交政策以及拉丁美洲政治等方面的研究工作。曾长期担任国际共产主义年鉴和美洲研究杂志等出版物编辑。其论著亦见于纽约时报，芝加哥论坛报，华盛顿邮报等美国各大报刊。